# Алдгисл
Алдгисл (Aldgisl, Aldegisel, Aldgillis, Aldgisl, Aldgils, Eadgils, fl. ок. 678) е крал на фризите през втората половина на 7 век.

## Управление
Той е крал на фризите Северно море, които отчасти са още подчинени от франките. Той има добри отношения с крал Дагоберт II.
По неговото време през 677 г. англо-саксонецът Вилфрид, епископът на Йорк, проповядва християнството с успех във Фризия. Алдгисл го приема добре и му разрешава да проповяда. Той хвърля в огъня пред всички едно съдебно писмо против проповедника от майордом Еброан (Еброин) от Неустрия.
Последван е от неговия син Радбод I.